# Pedaliodes empusa
Pedaliodes empusa är en fjärilsart som beskrevs av Felder 1867. Pedaliodes empusa ingår i släktet Pedaliodes och familjen praktfjärilar. Inga underarter finns listade i Catalogue of Life.